# К2 и незабележимите пешаци
„К2 и незабележимите пешаци“ (на английски: K2 and the Invisible Footmen) е документален филм от 2015 г. на режисьора Яра Лий. Филмът е копродукция между Пакистан, САЩ и Бразилия.
Представя животът на планинските водачи, които помагат на алпинистите при изкачването на втория по височина връх на Земята К2 в Каракорум. Премиерата му е на 20 април 2015 г. в Пакистан. В България е прожектиран на 1 март 2017 г. в Дома на киното в София по време на XXI международен София Филм Фест.

## Награди
- Наградата на публиката на филмовия фестивал в Лахор 2015
- Наградата на журито на филмовия фестивал в Барселона 2015
- Почетен диплом на филмовия фестивал в Попрад 2015
- Най-добър филм на филмовия фестивал в Рио де Жанейро 2015
- Най-добър документален филм на филмовия фестивал в Саленто, Италия 2015